# 云南人民出版社
云南人民出版社，总部位于云南昆明书林街100号，是云南省的一个综合性出版单位。
1950年12月25日建立。出书范围包括政治、经济、文学、哲学，历史、民族、美术音乐、摄影等方面理论著作、普及读物、工具书和各类年画等。至1990年，共出书1.4万种，18.6亿册。2000年12月25日举行了建社50周年庆祝大会。